# سیارک ۴۱۷۶
سیارک ۴۱۷۶ (به انگلیسی: 4176 Sudek، نامگذاری:1987DS) چهار هزار و صد و هفتاد و ششمین سیارک کشف شده‌است که در ۲۴ فوریه ۱۹۸۷ کشف شد.
قدر مطلق سیارک برابر ۱۱٫۹۰ است.